# Thousand Oaks
Thousand Oaks és una població dels Estats Units a l'estat de Califòrnia. Segons el cens del 2000 tenia 128.650 habitants.

## Demografia
Segons el cens del 2000, Thousand Oaks tenia 117.005 habitants, 41.793 habitatges, i 31.177 famílies. La densitat de població era de 823,5 habitants/km².
Dels 41.793 habitatges en un 37,3% hi vivien nens de menys de 18 anys, en un 62,4% hi vivien parelles casades, en un 8,7% dones solteres, i en un 25,4% no eren unitats familiars. En el 19,6% dels habitatges hi vivien persones soles el 7,1% de les quals corresponia a persones de 65 anys o més que vivien soles. El nombre mitjà de persones vivint en cada habitatge era de 2,75 i el nombre mitjà de persones que vivien en cada família era de 3,15.
Per edats la població es repartia de la següent manera: un 26% tenia menys de 18 anys, un 7,1% entre 18 i 24, un 29,9% entre 25 i 44, un 25,9% de 45 a 60 i un 11,1% 65 anys o més.
L'edat mediana era de 38 anys. Per cada 100 dones de 18 o més anys hi havia 93,1 homes.
La renda mediana per habitatge era de 76.815 $ i la renda mediana per família de 86.041 $. Els homes tenien una renda mediana de 62.814 $ mentre que les dones 40.634 $. La renda per capita de la població era de 34.314 $. Entorn del 3,2% de les famílies i el 5% de la població estaven per davall del llindar de pobresa.

## Poblacions més a prop
El següent diagrama mostra les poblacions més properes.